# Alejskij
Alejskij (in russo Алейский?) è un centro abitato del Territorio dell'Altaj, situato nell'Alejskij rajon.